# Retla
Retla est un village de la Commune de Türi du comté de Järva en Estonie.
Au 31 décembre 2011, il compte 132 habitants.